# Pécsi Kesztyűgyár
A Pécsi Kesztyűgyár (1950-ig Hamerli J. Kesztyűgyár, 1982-től Hunor Pécsi Kesztyű) Hamerly János által 1861-ben alapított, Európa-hírű kesztyűgyára volt, egyben Magyarország első kesztyűgyára.

## Története

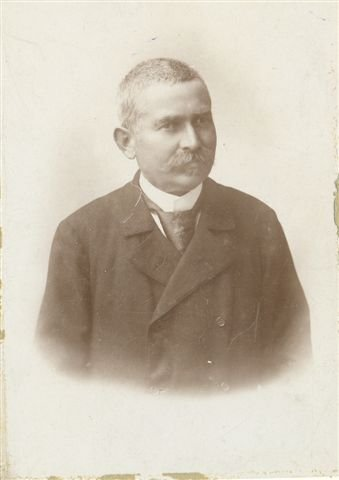
Hamerly János 1894-ben

A pécsi kesztyűgyártás alapjai már a török időkre nyúlnak vissza, ebben az időben ugyanis a város kézművesei híresek voltak a kiváló minőségű bőreikről. Ennek köszönhető, hogy 1762-ben Ranolder Péter kesztyűsmester itt telepedett meg. Hozzá köthető a pécsi kesztyűgyártás alapjainak lefektetése. Ekkoriban 8 kordovános és 4 tímár működéséről van ismeretünk.

### Hamerly János korszaka
Majdnem pontosan száz évre rá történt, hogy a pécsi születésű Hamerly János, aki tímártanulmányi elvégeztével az Osztrák–Magyar Monarchia több városában fejlesztette tovább tímármesterségét, 1861-ben, 21 évesen engedélyt kapott Pécsett kesztyű és sérvkötő gyártására. Hamarosan bőrfestő műhelyt létesített szülei Kis-Flórián utcai házában. Nemsokára, a Szalay Flórával kötött házassága után a Király utcába költöztek a műhellyel együtt, a mai Palatinus szálló helyére. A szállón ma emléktábla található.
Hamerly 1865-ben Bécsben is nyitott egy üzemet, mely egyben a termékének szélesebb körű megismerését is jelentette (ezt 1874-ben zárta be). Az 1873. évi bécsi világkiállításon érdemérmet, 1875-ben Neusalzban aranyérmet szerzett. Ekkoriban már a gyár nyugati prés- és varrógépeket is használt.

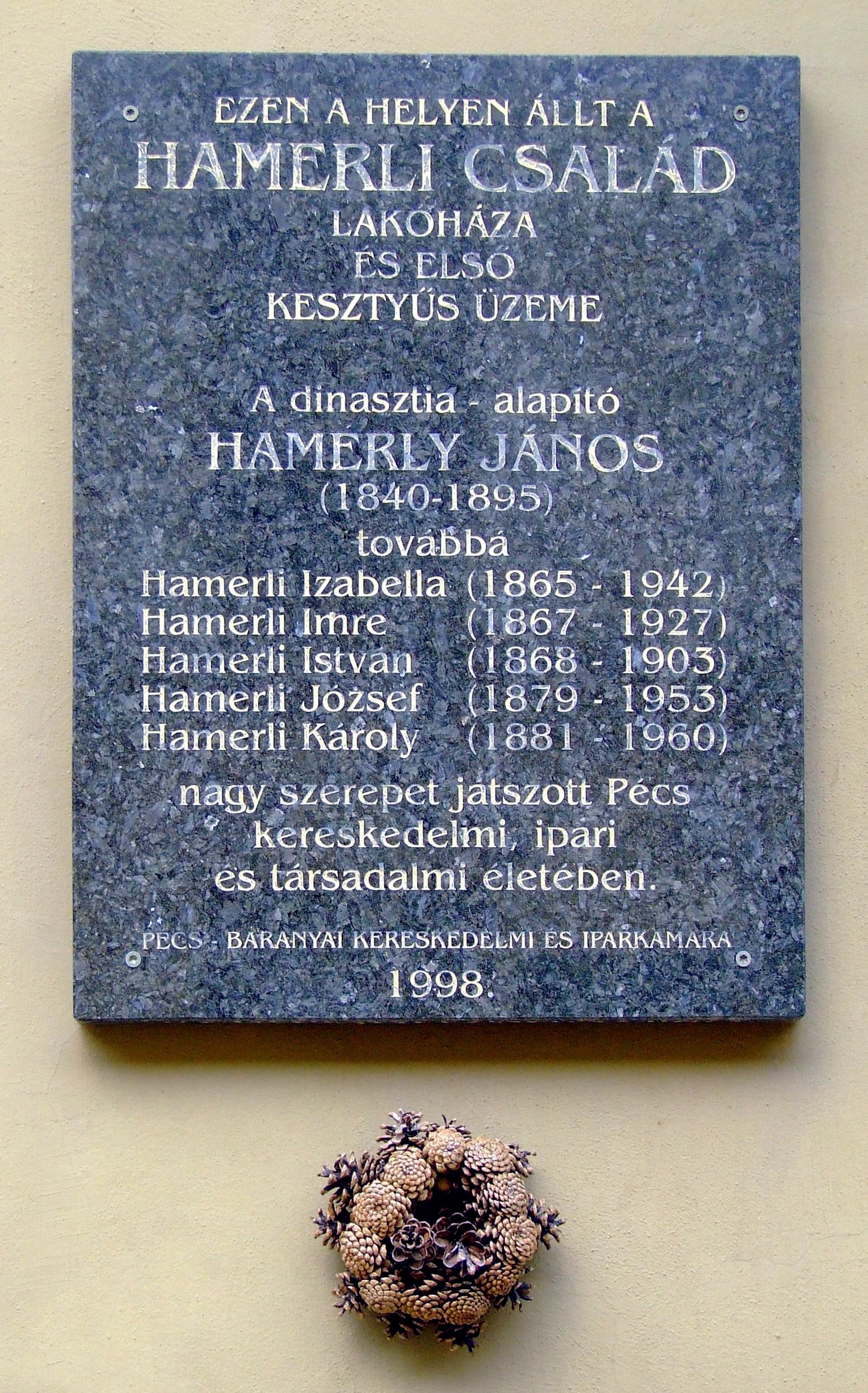
Emléktábla a pécsi Palatinus szálló falán

1877-ben a város kérésére a belvárosból új helyre költözött az üzem: a Tettye-patak partjára, a mai Vince, akkori Alsó-Puturla utcába került a gyár telephelye, a nyersbőrraktár és a tímárműhely is. 1878-bant 50 varrógép működött a Hamerly-üzemben és 25 ezer pár kesztyűt gyártottak le. A cég sikereinek középpontjában a modernnek számító termelés (pl. elsőnek alkalmazott kesztyűvarrógépet és bőrvágógépeket az országban) mellett az alapanyagok gondos kiválasztása és megmunkálása állt.

### A millennium évei
Hamerly János 1895-ben, 55 éves korában hunyt el, vállalkozását fiai vitték tovább: Hamerli Imre (1867–1927) és István (1868–1903) 1894-ben kaptak iparengedélyt. 1896-ban 1600 tucat (kb. 20 ezer) pár kesztyűt állítottak elő itt, 1900-ban 178 személyt foglalkoztatott a cég. Az 1903-ban 40000 korona állami támogatást is igénybe véve átépítették az üzemet, a kor igényeinek megfelelő ipari nagyüzemű bőr- és kesztyűgyárrá. István nem sokkal a gyáravató után elhunyt, helyére fivére, Károly lépett. Ekkoriban 200 fő dolgozott a gyárban, köztük nők, és 12-14 éves gyerekek is. 1907-ben a Pécsi Országos Ipar és Mezőgazdasági Kiállítás és Vásáron természetesen saját pavilonja volt a Hamerli Kesztyűgyárnak is. A cég az 1900-as  Párizsi Világkiállításon  oklevelet szerzett, Ferenc József király a "császári és királyi udvari szállító" címet adományozta a gyárnak.

### A két világháború között
Az I. világháború érzékenyen érintette a céget, mind alapanyag, mind forgalom szempontjából, ráadásul a munkások egy részét (köztük a cégvezető Hamerli Károlyt is) behívták katonának. 1918-ban a Hamerli-örökösök felosztották a családi vagyont: Imre kapta a Király utca 5. szám alatti Pannónia Szállót (ez az 1913-ban lebontott Hamerli-ház helyére épült, melyben régen a műhely is működött), a frontról hazatérő Hamerli Károly (1881–1960) pedig a kesztyűgyárat.
A két világháború között aztán folytatódott a minőségi kesztyűtermelés bővülése, bár az 1929-es világválság és az importkorlátozások időlegesen a termelést is akadályozták. 1940-ben már négyszáz ember dolgozott a gyárban. A gyárat ekkoriban már a harmadik generációs Hamerli Károly (1904–1985) vezette, aki Karlsruhéban szerzett bőrvegyészeti képesítést. Ő maga az államosítás után a bőrgyár díszműbőr-gyár részlegéhez került, mely a kesztyűgyár alapanyagát is szolgáltatta. 1942-ben a kesztyűgyár álló- és forgótőkéje összesen 2,1 millió pengő volt (ekkoriban már két másik kesztyűgyár is volt a városban: az 1926-ban alapított Spineth F. és Fia Kesztyűgyár cég 78 ezer P tőkével, az 1919-ben alapított Turul Kesztyűgyár 140 ezer P tőkével).
Az utolsó békeévben 234 ezer, 1948-ban már csak 57 ezer pár kesztyű készült a gyárban.

### A szocializmus alatt
1948. március 25-én, mint minden 100 fő felett foglalkoztató üzemet, a kesztyűgyárat is államosították, a másik két pécsi céget beleolvasztották. Az újonnan kinevezett munkásigazgató Sztipánovits József lett. Ez év novemberében a céghez tartozó bőrgyártást átköltöztették a Pécsi Bőrgyárhoz. Az 1950-es évek elején lett a cég neve Pécsi Kesztyűgyár. 1950-ben a gyárból 265 ezer pár kesztyű került ki. Az államosítás során fontos szempont volt, hogy a Hamerli-család, a kizsákmányoló tőkés tulajdonosok helyett a munkások kezébe kerüljön a cég, Sztipánovits is a gyár tímáraként dolgozott korábban. A cég a luxustermékek helyett olcsó, minőségi termékek tömegtermelését tűzte ki célul.
Az államosítás ezáltal a cég számára egyfajta új aranykorszak eljövetelét jelentette: a szocialista tervgazdálkodás kereteibe illő gyárban 1953 és 1956 között a munkások létszáma megduplázódott, 1955-re már 458 ezer kesztyű készült a gyárban, melynek felét külföldre importálták. A gyár számára a nyersanyaghiány miatt engedélyezett volt a külföldi alapanyag beszerzése is. A hatvanas évektől kezdve a Pécsi Kesztyűgyár több dunántúli városban (Siklós, Nagyatád, Marcali, Dombóvár) is üzemeket nyitott. A hagyományos báránybőr mellett nagy mennyiségű sertésbőr alapanyagot is felhasználtak.

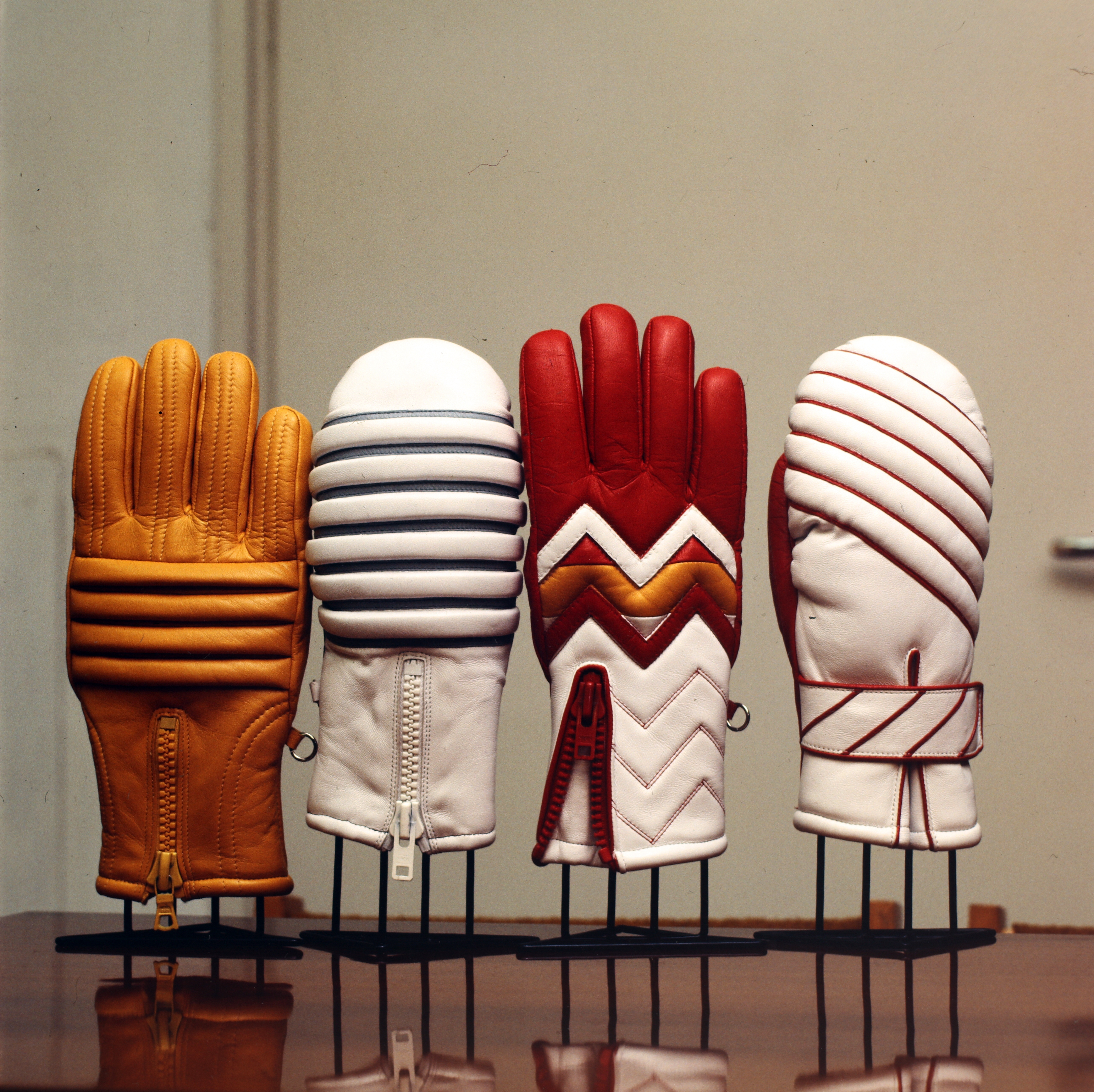
Pécsi sportkesztyűk 1983-ból

Az 1980-as években a tőke export elérte a 14-15 millió dollárt, az évtized elején már több, mint 1000 embert foglalkoztatott a gyár, mely immáron egymillió pár kapacitással üzemelt, de egyes források szerint az évtized során 3000 főt is foglalkoztatott és évi 3 millió pár kesztyűt is gyártott a cég fénykorában (melynek mintegy egyharmadát szovjet exportra szállította). Mindeközben a gyár a hetvenes évektől kezdve bőrruhák, cipő felsőrészek, illetve sportkesztyűk gyártásával is foglalkozott. A cég számára fontos szempont volt a különböző kesztyűmodellek tervezése is, 1966 és 1996 között több, mint 26 ezer modellt terveztek.
1982 júliusában a cég neve Hunor Pécsi Kesztyű és Bőrruházati Vállalatra változott, ebben az időszakban az országos televízióban és az újságokban is gyakran lehetett találkozni a Pécsi Kesztyű reklámjaival. A korszakról szóló beszámolókban megoszlanak a vélemények, hogy a mennyiségi termelés mennyire ment a minőség rovására. Ebből az időszakból megemlítendő Déri János személye, aki az állami kesztyűgyár egyetlen igazgatóhelyettese volt, és akinek a nevéhez köthető a gyár történetét feldolgozó könyv, mely emléket állított a Hamerli-dinasztiának és a gyár hőskorának, illetve a siklósi várban egy ideig a gyár történetét bemutató állandó kiállítást is szervezett.

### A rendszerváltás után
A cég a sikerek ellenére a rendszerváltás után gyors hanyatlásnak indult, többek között a szovjet felvevőpiac eltűnésével (mely a 90-es évek végi rubel-válságig részlegesen megmaradt), illetve a megugró infláció okozta tőkeproblémák miatt. A céget feldarabolták, egy részét privatizálták, egy részét felszámolták, de a kesztyűgyár tulajdonképpen megszűnt.
1991 júniusában a legmodernebb gyáregységnek számító Hunor Kesztyűgyár 2-es üzeme különvált Penta Kesztyűgyár néven. A különvált cég 550 dolgozóval évi félmillió pár kesztyűt gyártott ekkoriban, éves árbevétele 450 millió Ft körül mozgott, de 1993 tavaszára már csak kb. 230 dolgozó maradt, amikor a cég csődbe ment. Szintén 1991-ben történt, hogy megalakult a Hunor-Skandinávia Kft 60-70 korábbi Hunor-munkással.
A Hunor Pécsi Kesztyűgyár 1992-ben 1300 főt alkalmazott, és ebben az évben jelentett csődöt. A több mint félmilliárd forint kifizetetlen tartozással rendelkező Hunort a hitelezők ugyan nem számoltatták fel, viszont igen kemény feltételeket szabtak a fennmaradáshoz. A cég részlegesen talpra tudott állni, 1996-ban 800 főt alkalmaztak, 1997-re a hitelek felét törlesztették.
1999-ben feldarabolták a Hunor céget tevékenységi körül szerint öt különböző kft-re (cipő-, divatkesztyű-, sportkesztyű-, bőrruha- és táskagyártó cégek). Ezután a "kiürített" részvénytársaságot felszámolták. A Hunor Sportkesztyű Kft. Sellyén van bejegyezve, jelenleg is működik, a többi kft-t 2005-ben számolták fel.

## Kesztyűmanufaktúrák
A kesztyűgyártásban felhalmozott tudást, a képzett munkások egy részét és a pécsi kesztyű márkanévben rejlő lehetőséget a fentieken túl számos újonnan alapított manufaktúra igyekezett kihasználni. Például a Penta Kesztyűgyár felszámolásában részt vevő Hornicz József hozta létre 1994-ben a Szomor-Hornicz (Szom-Hor) Kesztyűgyártó Kft-t, mely 2011-ben Angster József-díjat kapott.
Ezek a cégek a Pécs-Baranyai Kereskedelmi és Iparkamaránál a pécsi kesztyű elnevezést levédették, melyet csak a hagyományos kesztyűgyártást használó cégek használhatnak. 2011-ben létrejött a Pécsi Kesztyű Klaszter, mely ebben az évben a Ferencesek utcájában mintaboltot nyitott. A termelés a régi idők töredékét éri csak el, például a klaszter legnagyobb tagja, a Gant Kesztyű honlapja szerint 2006-ban évi 150 ezer pár kesztyűt gyártott, az azóta megszűnt Szom-Hor honlapja szerint évi 100 ezer pár kesztyűt készített; az utóbbi utódjának számító Karma Pécsi Kesztyű 2017-ben 30-35 embert foglalkoztatott és 30 ezer pár kesztyűt értékesített. De a manufaktúrák nem is célozzák meg a régi idők mennyiségét, a globalizált piacon az árversenybe nem lehet beszállni, a minőségi kézműves technológia kereslete és kínálata is jóval kevesebb kesztyűt jelent a kommunista időszakhoz képest. 
2014-ben a Hamerli-család Pécsi Kesztyűje értékteremtő tevékenységének elismeréseként Magyar Örökség díjat kapott. A Hamerli nevet ma egy Párizsban működő cég használja.